# Коновали (Польща)
Коновали (пол. Konowały) — село в Польщі, у гміні Хорощ Білостоцького повіту Підляського воєводства.
Населення — 156 осіб (2011).
У 1975-1998 роках село належало до Білостоцького воєводства.

## Демографія
Демографічна структура станом на 31 березня 2011 року:
|          | Загалом | Допрацездатний вік | Працездатний вік | Постпрацездатний вік |
| -------- | ------- | ------------------ | ---------------- | -------------------- |
| Чоловіки | 75      | 11                 | 52               | 12                   |
| Жінки    | 81      | 9                  | 45               | 27                   |
| Разом    | 156     | 20                 | 97               | 39                   |